# Lancia D50
Lancia D50, senare även benämnd Ferrari D50, är en formel 1-bil, tillverkad av den italienska biltillverkaren Lancia mellan 1954 och 1955.

## Bakgrund
Vincenzo Lancia hade i sin ungdom varit en skicklig tävlingsförare. När han började bygga egna bilar var han dock inte intresserad av att tävla med dem. Sonen Gianni däremot var av en annan åsikt. Gianni Lancia tog över ledningen för företaget efter faderns död 1937, men hans motorsport-planer fick vänta till efter andra världskriget.
Efter kriget började Lancia köra rally-tävlingar med Aprilia- och Aurelia-modellerna. Gianni hade hittat en allierad i Vittorio Jano, som kommit till Lancia från Alfa Romeo 1945 för att arbeta med Aurelian.
I början av 1950-talet konstruerade Jano sportvagnarna D23 och D24, men inför säsongen 1954 satsade Lancia på formel 1. Bilen byggdes med 2,5-litersmotor enligt det reglemente som började gälla 1954. Detta visade sig även vara början till slutet på Lancia som familjeföretag.

## Utveckling
Vittorio Janos konstruktion var väl så avancerad som värste konkurrenten Mercedes-Benz W196. Motorn var en 8-cylindrig V-motor med dubbla överliggande kamaxlar per cylinderrad. Motorn satt monterad i 12° vinkel i längsriktningen, så att kardanaxeln löpte till vänster om föraren. På så sätt kunde förarstolen monteras lägre. Bilen hade transaxel och motor och transmissionshus var, precis som på dagens F1-bilar, en integrerad, lastbärande del av chassit. Transmissionshuset, innehållande koppling, växellåda och slutväxel, utgjorde även fästpunkt för bakre hjulupphängningen.
Normalt hade tävlingsbilar vid den här tiden bränsletanken placerad längst bak. Det här gjorde att bilens köregenskaper förändrades radikalt varefter bränslet förbrukades och därigenom flyttade bilens tyngdpunkt. Jano löste detta genom att placera motorns bränsle och oljan till torrsumpsmörjningen i två pontontankar på vardera sidan om bilen, mellan hjulaxlarna. Samtidigt förbättrades luftmotståndet mellan hjulen. Lösningen gjorde bilen neutralstyrd, med ett imponerande väggrepp.
Lancias ekonomi hade varit skral under hela efterkrigstiden och satsningen på motorsport hade kostat ytterligare stora summor. I mitten av 1955 tvingades familjen Lancia sälja sin kontrollpost i företaget till Carlo Pesenti och motorsportavdelningen avvecklades. Gianni Lancia skänkte D50-bilarna till Scuderia Ferrari och Vittorio Jano följde med över till Ferrari. Enzo Ferrari var normalt inte intresserad av bilar han själv inte konstruerat, men stallet hade haft ett par bedrövliga säsonger med den fyrcylindriga Squalo-modellen och med D50:n fick man en interimsmodell att tävla med, medan Ferrari tog fram en egen, konkurrenskraftig bil.
Säsongen 1956 tävlade bilarna som Lancia-Ferrari D50. Motor och bakvagn modifierades. Ferrari, som var en konservativ man, gillade varken konstruktionen med motorn som bärande del eller de utanpåliggande bränsletankarna. Därför infördes traditionella lösningar för infästning av motorn och bränsletanken flyttades längst bak i bilen, bakom föraren.
Under säsongen infördes allt fler modifieringar som omvandlade bilen från en Lancia till en Ferrari. När efterträdaren Ferrari 801 presenterades till säsongen 1957, hade den inte mycket mer än motorn gemensam med Janos bil.

## Tekniska data
| Tekniska data               | D50                                                                  |
| --------------------------- | -------------------------------------------------------------------- |
| Motor:                      | Frontmonterad 8-cylindrig V-motor                                    |
| Cylindervolym:              | 2488 cm³                                                             |
| Borrning x slaglängd:       | 73,6 x 73,1 mm                                                       |
| Max effekt vid varvtal:     | 250 hk vid 8 100 v/min                                               |
| Max vridmoment vid varvtal: | 210 Nm vid 6 000 v/min                                               |
| Ventilstyrning:             | 2 överliggande kamaxlar per cylinderrad, 2 ventiler per cylinder     |
| Förgasare:                  | 4 Solex ZIL                                                          |
| Växellåda:                  | 5-växlad manuell, transaxel                                          |
| Hjulupphängning fram:       | Dubbla tvärlänkar, tvärliggande bladfjädrar, hydrauliska stötdämpare |
| Hjulupphängning bak:        | De Dion-axel, tvärliggande bladfjädrar, hydrauliska stötdämpare      |
| Bromsar:                    | Hydrauliska trumbromsar                                              |
| Chassi & kaross:            | Fackverksram med aluminiumkaross                                     |
| Hjulbas:                    | 228 cm                                                               |
| Torrvikt:                   | Ca 640 kg                                                            |
| Toppfart:                   | 300 km/h                                                             |

## Tävlingsresultat

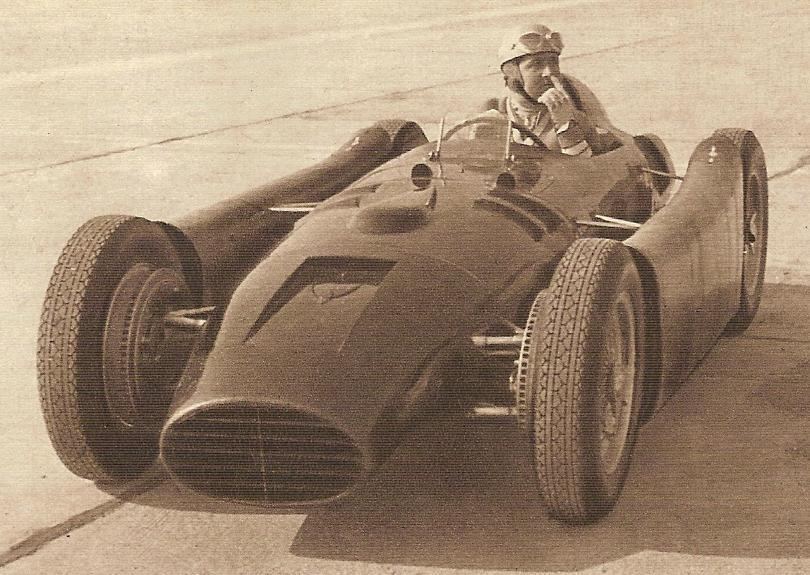
Alberto Ascari 1954.

### F1-säsongen 1954
Säsongen 1954 lyckades Lancia knyta dubble världsmästaren Alberto Ascari till stallet. Som andreförare körde Luigi Villoresi.
D50:n debuterade först i säsongens sista deltävling, Spaniens Grand Prix. Ascari tog pole position och satte snabbaste varv men tvingades sedan bryta loppet med trasig koppling.

### F1-säsongen 1955
Inför säsongen 1955 vann Alberto Ascari två italienska lopp som inte ingick i F1-mästerskapet. I Monacos Grand Prix råkade Ascari ut för en spektakulär olycka, när han körde ner i hamnbassängen. Han räddades ur vattnet, bara för att förolyckas en vecka senare vid träning med en Ferrarisportvagn på Monzabanan.
Med den populäre Ascaris död gick luften ur Lanciastallet. Lancias ekonomiska problem tvingade stallet att ställa in vidare deltagande och till slut skänkte Gianni Lancia D50-bilarna till Ferrari.

### F1-säsongen 1956
Säsongen 1956 kom, sedan Mercedes-Benz lagt ner sin tävlingsverksamhet, den trefaldige världsmästaren Juan Manuel Fangio till Ferrari. I stallet fanns även Peter Collins, Eugenio Castellotti och Luigi Musso.
Under säsongen vann Fangio tre lopp och Collins två. Vid den avslutande deltävlingen på Monza, jagade Fangio Stirling Moss i en avgörande kamp om världsmästerskapet. När Fangios bil gick sönder, överlämnade Collins med en storslagen gest sin bil till honom. På så sätt kunde Fangio rädda en andra plats efter Moss och säkrade därmed sin fjärde VM-titel.